# Aaron Neville
Aaron Joseph Neville (New Orleans, 24 gennaio 1941) è un cantante statunitense, dedito principalmente al genere soul e R&B e che affianca alla carriera da solista anche quella come membro dei Neville Brothers e i Meters.
Tra le sue canzoni più famose, ricordiamo, tra l'altro, Don't Know Much (cover di un brano di Barry Mann del 1980), All My Life (canzone che vinse il Grammy Award nel 1991) e When Something Is Wrong with My Baby (1990), cantate in coppia con Linda Ronstadt.

## Discografia

### Album (In ordine di pubblicazione)
- 1966 - Tell It Like It Is (Parlo Records)
- 1967 - Like It 'Tis (Minit Records)
- 1985 - Orchid in the Storm (Passport Records)
- 1991 - Warm Your Heart (A&M Records)
- 1993 - Aaron Neville's Soulful Christmas (A&M Records)
- 1993 - The Grand Tour (A&M Records)
- 1995 - The Tattooed Heart (A&M Records)
- 1996 - Doing It Their Own Way: A Contemporary Meditation on the Way of the Cross (Metanoia Inc. Records) con Fr. M. Jeffrey Bayhi
- 1997 - ...To Make Me Who I Am (A&M Records)
- 2000 - Devotion (Tell It Records)
- 2002 - Humdinger (EMI Records)
- 2003 - Believe (Tell It Records)
- 2003 - Nature Boy: The Standards Album (Verve Records)
- 2005 - Gospel Roots (Tell It Records)
- 2005 - Christmas Prayer (EMI Gospel Records)
- 2006 - Mojo Prayer (Music Avenue Records)
- 2006 - Bring It on Home...The Soul Classics (Burgundy Records)
- 2008 - Gold (Hip-O Records) Raccolta, 2 CD
- 2010 - I Know I've Been Changed (EMI Gospel Records)
- 2013 - My True Story (Blue Note Records)
- 2016 - Apache (Tell It Records)